# Zakarpacie
Zakarpacie lub Ukraina Zakarpacka (także Ruś Podkarpacka, Ruś Zakarpacka; ukr. Закарпаття, węg. Kárpátalja, rum. Transcarpatia, cz. i słow. Podkarpatská Rus, ruś. „Карпатьска Русь”) – region historyczny na obszarze zachodniej Ukrainy, na pograniczu Polski, Słowacji, Węgier i Rumunii. O jego odrębności decyduje przede wszystkim fakt, że jest to jedyny region na południe od Karpat zamieszkany przez ludność wschodniosłowiańską.
W językach narodów osiadłych na północ od Karpat region jest zwany Zakarpaciem, w językach narodów na południe od Karpat – Podkarpaciem. Konwencja ta nie jest jednak ściśle przestrzegana. Nazewnictwo regionu miewa również podtekst polityczny.
Ruś Zakarpacka była przez prawie 1000 lat, do końca I wojny światowej, częścią składową Królestwa Węgier (od 1866 w składzie Austro-Węgier). Od traktatu w Trianon (1920) w granicach Czechosłowacji. Przed drugą wojną światową została zajęta przez Węgry. Pod koniec II wojny światowej (1944) zajęta przez Armię Czerwoną i traktatem z 29 czerwca 1945 pomiędzy Czechosłowacją a ZSRR wcielona w jego skład. 22 stycznia 1946 Prezydium Rady Najwyższej ZSRR utworzyło obwód zakarpacki w ramach Ukraińskiej SRR. Po uzyskaniu niepodległości przez Ukrainę stała się jej częścią.
Do końca I wojny światowej mianem Zakarpacia określano obszar całej doliny górnej Cisy, leżący w granicach węgierskich komitatów Máramaros, Bereg, Ugocsa i Ung. W 1919 obszar ten uległ podziałowi: przy Węgrzech pozostały tylko południowy pas komitatu Bereg (region Tiszahát) oraz niewielkie skrawki komitatów Ung i Ugocsa. Zachodnia część komitatu Ung na zachód od doliny Użu została uznana za część Słowacji, do Rumunii zostały przyłączone południowe części komitatów Ugocsa (między Górami Oaș a rzeką Túr) i Máramaros (między doliną Cisy od północy, Karpatami Marmaroskimi od wschodu, Górami Rodniańskimi od południa oraz Górami Cybelskimi i Górami Gutyńskimi od zachodu). Od tego czasu przez Zakarpacie rozumie się tylko ukraińską (wcześniej: czechosłowacką) część tego obszaru, powiększoną jednak o skrawki dawnych komitatów Szabolcs i Szatmár (nienależących do Zakarpacia przed 1919). Tak też jest ono przedstawione w niniejszym haśle.
Dane na temat dzisiejszej administracji Zakarpacia są przedstawione w haśle obwód zakarpacki.

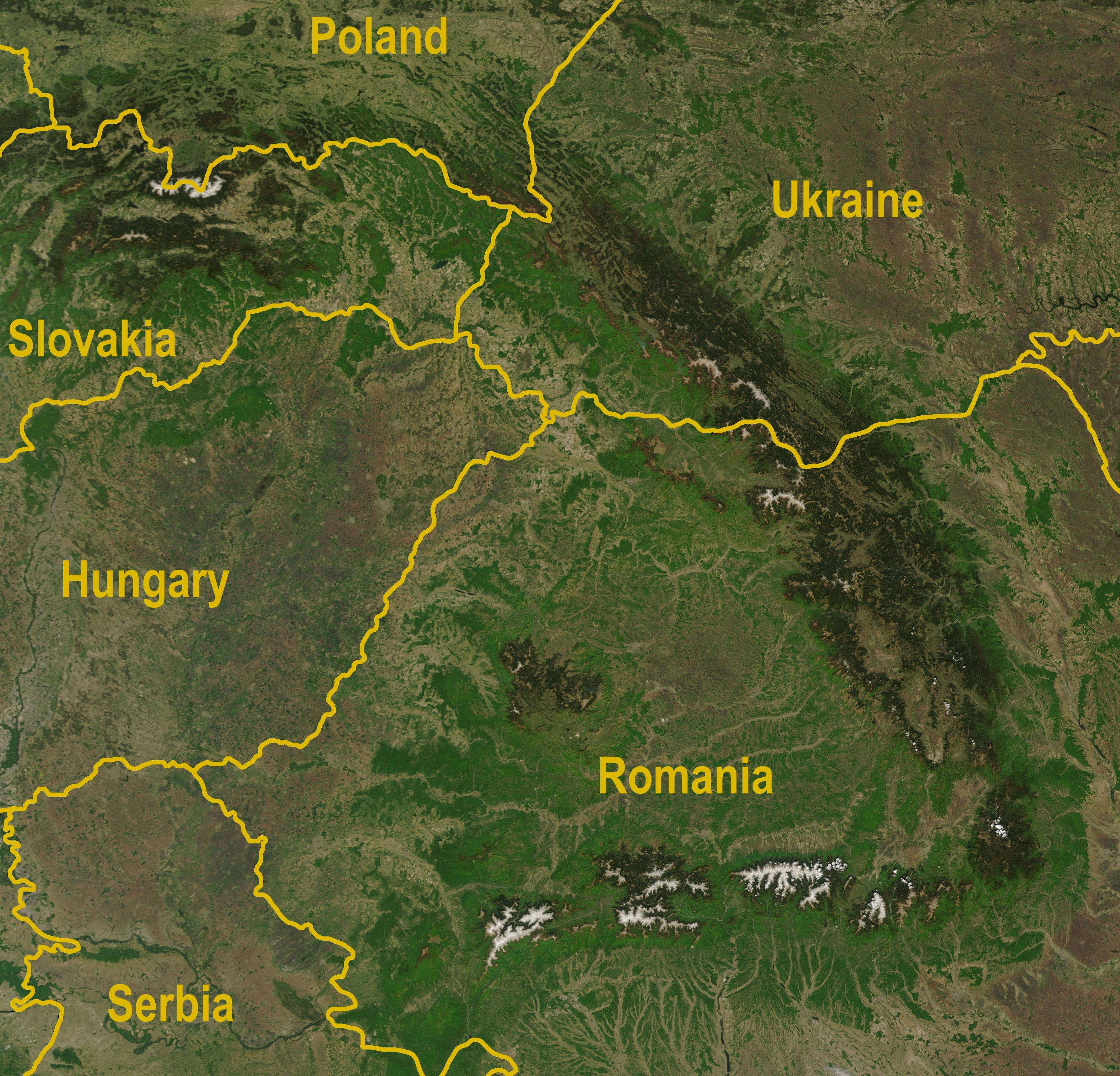
Zakarpacie – na pograniczu Ukrainy, Polski, Słowacji, Węgier i Rumunii

## Geografia
Zakarpacie leży wewnątrz północno-wschodniego odcinka wielkiego łuku Karpat – na południowych stokach Beskidów Wschodnich. Na północy granicę regionu wytyczają główne (wododziałowe) grzbiety Bieszczadów Wschodnich, Gorganów i Czarnohory (z najwyższym szczytem kraju – Howerlą, 2061 m n.p.m.). Komunikacja z ziemiami na północ od Karpat odbywa się od wieków przez przełęcze: Beskid, Użocką, Werecką, Wołowiecką, Wyszkowską, Jabłonicką. Na południe od głównego grzbietu leży równoległy do niego łańcuch Beskidów Połonińskich z pasmami Połoniny Równej, Połoniny Borżawy, Połoniny Krasnej i Świdowca. Na południe od głównego fliszowego łańcucha Karpat na terenie Zakarpacia leżą wulkaniczne pasma Makowicy, Bużory i Tupego należące do Łańcucha Wyhorlacko-Gutyńskiego Wewnętrznych Karpat Wschodnich. Najbardziej wysuniętymi na południe częściami Zakarpacia są zachodnia część Kotliny Marmaroskiej i Nizina Zakarpacka – północno-wschodni skrawek Wielkiej Niziny Węgierskiej. Za południową granicę Zakarpacia przyjmuje się dolinę Cisy, na zachodzie granicę stanowi dolina Użu. Góry zajmują około 80% powierzchni kraju, niziny około 20%.
Zakarpacie w całości należy do zlewni Cisy. Cisa bierze początek w Czarnohorze i Świdowcu, po czym przepływa równoleżnikowo południowym skrajem regionu, zbierając liczne drobne dopływy, spływające południkowo z głównego grzbietu Karpat: Tereswę, Tereblę, Rikę i Borżawę. Do zlewni Cisy należą także Latorica i Uż, odwadniające zachodnią część kraju, które jednak wpadają do Cisy już poza granicami Zakarpacia. Rzeki Zakarpacia mają w większości charakter górski. Tylko na Nizinie Zakarpackiej istnieje typowo nizinny system rzeczny, w znacznej części sztucznie rozbudowany podczas XIX-wiecznych melioracji; wcześniej dużą część Niziny zajmowały bagna. Jezior jest niewiele, przeważnie są to małe jeziorka górskie – polodowcowe, morenowe albo wulkaniczne. Największym jeziorem jest Synewyr – 7 hektarów powierzchni, 27 m głębokości. Stosunkowo liczne są wodospady.
Klimat Zakarpacia jest umiarkowany, ciepły, przejściowy. Spotykają się tu cechy kontynentalnego, suchego klimatu Kotliny Panońskiej i wilgotniejszego, chłodniejszego klimatu Europy na północ od Karpat. Średnia ilość opadów rośnie z zachodu na wschód, od 600 do 1100 mm rocznie.
W górskiej części Zakarpacia przeważają słabo wykształcone gleby górskie. Część nizinną pokrywają bardzo urodzajne gleby aluwialne naniesione z gór przez Cisę i jej dopływy.
Naturalną formacją roślinną regionu są lasy: w wyższych partiach gór iglaste, głównie świerkowe, na nizinach – liściaste, głównie bukowe i dębowe. Do dziś lasy pokrywają niemal cały obszar górski Zakarpacia – około trzech czwartych powierzchni kraju. Szczytowe partie najwyższych gór zajmują połoniny.

## Gospodarka
Zakarpacie jest pozbawione znaczniejszych bogactw mineralnych. Wyjątkiem są wielkie, eksploatowane od czasów starożytnych, złoża soli kamiennej w Sołotwinie.
Z oczywistych względów rolnictwo nie miało szans rozwoju na terenach górskich, stanowiących przeważającą część regionu. Jest ono jednak bardzo intensywne na Nizinie Zakarpackiej. Obejmuje zarówno uprawę zbóż, jak i produkcję owoców i warzyw, a nawet uprawę winorośli.
Wielkim bogactwem naturalnym regionu są lasy, porastające 3/4 powierzchni kraju. Lasy Zakarpacia były eksploatowane od dawna, z różną intensywnością; w czasach sowieckich niejednokrotnie były wycinane w sposób rabunkowy. Stanowią podstawę dla przetwórstwa drewna, które jednak nie zajmuje istotnego miejsca w gospodarce regionu – ze względu na sposób gospodarowania.
Leśny i górski charakter regionu, wraz z unikatową kulturą ludową i wieloma zabytkami, stanowi o jego ogromnym potencjale turystycznym. Potencjał ten jest jednak wykorzystany w minimalnym stopniu, a to ze względu na brak bazy turystycznej oraz ze względu na trudności w przekraczaniu granic Ukrainy. Turystyka nie jest masowa, ogranicza się często do indywidualnych wycieczek górskich (w najdziksze pasma Europy – Gorgany i Czarnohorę) lub do sentymentalnych wycieczek Węgrów na utracone kresy.
Gospodarcze znaczenie Zakarpacia dla Ukrainy polega więc dziś głównie na jego funkcjach tranzytowych. Spośród siedmiu sąsiadów Ukrainy Zakarpacie graniczy z czterema, przy tym jest jedynym regionem łączącym Ukrainę ze Słowacją i z Węgrami. Przez Zakarpacie przebiegają szlaki drogowe i kolejowe łączące Ukrainę z Bałkanami i z zachodem Europy, rurociągi naftowe i gazowe oraz linie przesyłowe prądu elektrycznego.
Reasumując, Zakarpacie jest regionem o sporym, ale niewykorzystanym potencjale gospodarczym.
Pod panowaniem węgierskim Zakarpacie było uważane za najbardziej zacofaną część Królestwa Węgier. Wynikało to jednak w dużej mierze z peryferyjnego położenia regionu i z wyraźnego kontrastu między odludnymi górami a gęsto zasiedlonymi nizinami Węgier. Analogicznie, z tych samych przyczyn, postrzegano region w okresie międzywojennym, pod władzą Czechosłowacji. Natomiast za czasów ZSRR i niepodległej Ukrainy, na tle obszarów leżących dalej na wschód, Zakarpacie okazało się regionem rozwiniętym we względnie wysokim stopniu.

## Ludność

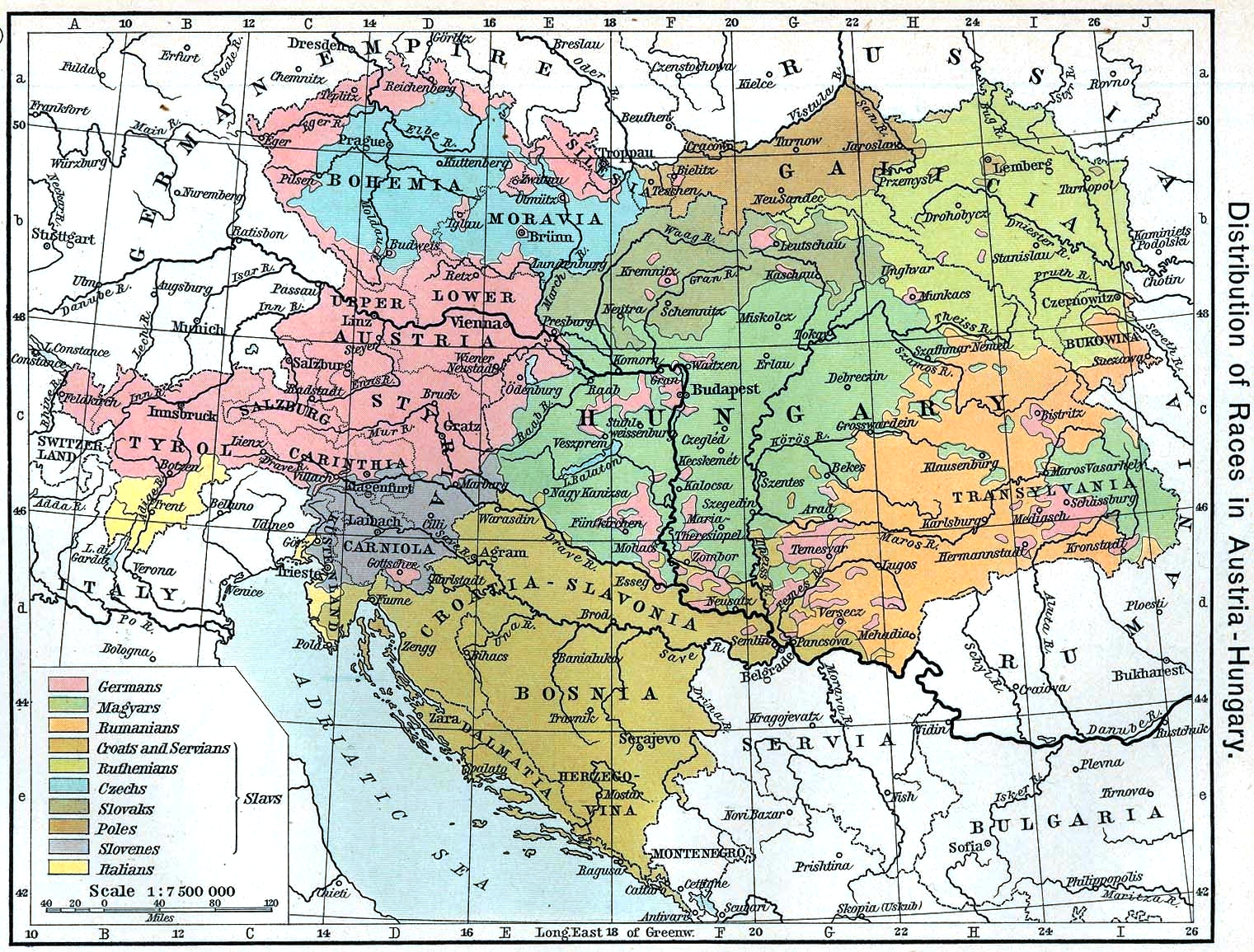
Ludność Austro-Węgier w 1911

Według ukraińskiego spisu ludności z 2001 Zakarpacie zamieszkuje 1,258 mln mieszkańców, należących do 76 narodowości:
1. Ukraińcy, w tym Rusini – 1010,1 tys. – 80,5%,
2. Węgrzy – 151,5 tys. – 12,1%,
3. Rumuni – 32,1 tys. – 2,6%,
4. Rosjanie – 31,0 tys. – 2,5%,
5. Romowie – 14,0 tys. – 1,1%,
6. Słowacy – 5,6 tys. – 0,5%,
7. Niemcy – 3,5 tys. – 0,3%,
8. 0,4% stanowią Czesi, Polacy, Żydzi, Białorusini, Ormianie, Azerowie i inni.

W miastach mieszka tylko 37% ludności – najmniej ze wszystkich obwodów Ukrainy (z reguły proporcje są odwrotne). Największe miasta obwodu to Użhorod – 117 tys. mieszkańców i Mukaczewo – 82 tys. mieszkańców. W skali całej Ukrainy nawet stołeczny zakarpacki Użhorod jest miastem co najwyżej średniej wielkości. Na tle innych obwodów Ukrainy obwód zakarpacki ma niewielką liczbę bezwzględną ludności i – z powodu małej powierzchni – nieco wyższą od przeciętnej gęstość zaludnienia (98 osób na km²).
Ludność Zakarpacia jest rozmieszczona bardzo nierównomiernie. Tereny górskie, stanowiące większość powierzchni obwodu, są bezludne bądź bardzo rzadko zaludnione przez pasterzy i robotników leśnych. Wsie są liczne, ale skupiają się wyłącznie w dolinach rzek. W górach nie ma miast – nawet siedziby powiatów to „osiedla typu miejskiego”, czyli większe wsie. Ludność Zakarpacia skupia się na terenach Niziny Zakarpackiej i niskiego pogórza, które z kolei są gęsto zaludnione i skupiają wszystkie miasta regionu.
Zakarpacie, szczególnie w swej części południowej, stanowi region przemieszany narodowościowo, co jest dziedzictwem jego bogatej historii. Zasadniczy substrat narodowościowy regionu stanowią Słowianie, którzy zasiedlili te tereny w okresie od V do IX wieku. Słowianie zasymilowali zarówno poprzednich mieszkańców regionu – plemiona dackie, jak i plemiona wołoskie, które napłynęły na Zakarpacie w toku późniejszej kolonizacji wołoskiej. Nie ulega wątpliwości, że Słowianie ci należą do wschodniej gałęzi rodziny słowiańskiej, jednak ich dokładna przynależność etniczna bywa podawana w wątpliwość. Za czasów węgierskich i czechosłowackich określano ich jako Rusinów i uważano za naród odrębny od Ukraińców, choć blisko z nimi spokrewniony. W początku XX wieku sprawa przynależności narodowościowej nabrała wymiaru politycznego w związku z walką orientacji narodowo-politycznych wśród Rusinów. W marcu 2008 rada obwodu zakarpackiego uznała, że istnieje narodowość rusińska, zgodnie z tym postanowieniem Rusini są oficjalną mniejszością narodową. Mimo tego wielu Ukraińców nadal uważa Rusinów (podobnie jak Hucułów) za jedną z grup etnicznych wewnątrz narodu ukraińskiego. Poza obwodem zakarpackim Rusini jako mniejszość narodowa uznawani są w 22 krajach świata. W Stanach Zjednoczonych działa m.in. Rusińska Bizantyjska Metropolia Katolicka.
Podczas referendum dotyczącego niepodległości Ukrainy 1 grudnia 1991, ponad 78% mieszkańców Zakarpacia głosowało za autonomią w obrębie Ukrainy. W następstwie niewywiązania się rządu w Kijowie wobec zobowiązań grudniowego referendum, w maju 1993 liderzy karpatorusińscy utworzyli Tymczasowy Rząd Podkarpackiej Rusi z 51-osobowym parlamentem, którego premierem został Iwan Turjanica. Po utworzeniu zgłosił on oficjalną deklarację przystąpienia do Wspólnoty Niepodległych Państw. Rząd prof. Iwana Turjanicy został zdelegalizowany przez władze ukraińskie latem 1994.
Współcześnie Rusini mieszkający na Ukrainie podkreślają swoją odrębność od Ukraińców m.in. poprzez demonstracyjne ignorowanie obowiązującego w tym kraju czasu wschodnioeuropejskiego i zegarki ustawiają według czasu środkoweuropejskiego, według którego liczono na Zakarpaciu czas przed wojną. Działacze karpatoruscy zwracają przy tym uwagę, że Zakarpacie nigdy w swojej tysiącletniej historii nie było częścią Rusi Kijowskiej, Rosji czy Ukrainy i że Zakarpacie przyjęło chrześcijaństwo 100 lat wcześniej, niż Ruś Kijowska.
Węgrzy zamieszkują pas ziem Zakarpacia, przyległy do granicy ukraińsko-węgierskiej, przy czym im bliżej tej granicy, tym bardziej jednolite staje się ich osadnictwo. Kolejną mniejszością o autochtonicznym charakterze są Rumuni, zamieszkujący sześć wsi nad górną Cisą na południe od Rachowa. Typowa dla Kotliny Panońskiej, a nietypowa dla Ukrainy jest stosunkowo liczna mniejszość romska.
Rosjanie i Białorusini są na Zakarpaciu ludnością napływową, osiedloną w czasach ZSRR. Podobnie w czasach władzy czechosłowackiej w regionie osiedlili się nieliczni Czesi i Słowacy, którzy niemal wszyscy wyemigrowali w latach 1938–1945.
Współcześnie nielicznie reprezentowane są liczące się niegdyś mniejszości – Żydzi i Niemcy. Ludność żydowska, stanowiąca spory odsetek mieszkańców miast i będąca bardzo charakterystyczną częścią kultury Zakarpacia, została wymordowana w końcowym okresie II wojny światowej. Z kolei Niemcy opuścili region w ucieczce przed nacierającą Armią Czerwoną w 1944 i w 1945 r. Osadnictwo niemieckie wywodziło się jeszcze ze średniowiecza, z działalności lokacyjnej królów węgierskich, jak również z późniejszych nadań habsburskich. Niemcy zakarpaccy wywodzili się głównie z Saksonii. Kraj zawdzięcza im podniesienie gospodarki na wyższy poziom – wprowadzenie m.in. hutnictwa i winiarstwa.
Pod względem wyznaniowym dominuje na Zakarpaciu Ukraiński Kościół Prawosławny Patriarchatu Moskiewskiego (483 parochie w 1998). Całkowicie nieobecne są Ukraiński Kościół Prawosławny Patriarchatu Kijowskiego i Ukraiński Autokefaliczny Kościół Prawosławny. 266 parochii liczyła w 1998 rusińska cerkiew greckokatolicka (bizantyjska eparchia mukaczewska sui iuris z siedzibą w Użhorodzie, biskup eparchialny Muchaczewa Milan Šašik, bp emeryt Ivan Semedi) – odrębna od czysto ukraińskiej cerkwi na północ od Karpat, powstała w wyniku unii użhorodzkiej, unii mukaczewskiej i unii marmaroskiej. Działają tu także kościół rzymskokatolicki (od 27 marca 2002 diecezja mukaczewska, bp Antal Majnek OFM, 77 parafii w 1998) i kościół kalwiński (diecezje Wynohradiw, Berehowe i Użhorod, 97 zborów), skupiające głównie Węgrów.

## Historia
Tereny Zakarpacia mają bardzo starą metrykę osadniczą, datującą się jeszcze z okresu paleolitu. Koło wsi Korolewe powiatu wynohradiwskiego odkryto szczątki homo erectus sprzed 1,1 mln lat. Inne wczesnopaleolityczne osiedla odnaleziono w Rachowie, w Użhorodzie i w jaskini Mleczny Kamień koło Tiacziwa. W tym okresie w dzisiejszej Kotlinie Panońskiej istniało jeszcze morze, a klimat był ciepły i wilgotny.
Osiedla mezolityczne odkryto w okolicach wsi Kamienica i Dibrowa.
Z okresu neolitu pochodzą znaleziska kultury kriszańskiej i kultury ceramiki wstęgowej.
Epoka brązu zaznaczyła się na Zakarpaciu intensywną produkcją brązu. W owym czasie tereny Zakarpacia zamieszkiwały prawdopodobnie ludy trackie.
W epoce żelaza Zakarpacie zasiedlili Celtowie, reprezentujący kulturę lateńską. Z tego okresu pochodzi oppidum Horodyszcze-Halicz-Łowaczka z drugą co do wielkości w Europie hutą żelaza.

### Starożytność i wczesne średniowiecze
Zakarpaccy Celtowie zostali podbici przez Daków. Z okresu dackiego panowania nad Zakarpaciem pochodzą pozostałości obronnych osiedli na wysokich brzegach rzek w Irszawie, Szełestowie, Ardanowie i Sołomonowie. W tym okresie rozpoczęto wydobycie zakarpackiej soli kamiennej. Na przełomie I i II wieku n.e. dacka organizacja państwowa została rozbita przez Rzymian, którzy dotarli aż na obszar dzisiejszego Zakarpacia, gdzie zniszczyli dackie grodzisko w Małej Kopani.
Zakarpacie nie weszło w skład podbitej przez Rzymian Dacji, sięgającej na północy do Samoszu, ale pozostawało pod silnym wpływem rzymskim. W okresie rzymskim nadal działały kopalnie soli w Sołotwinie, jak również huty żelaza w okolicach dzisiejszego Diakowa i ośrodek produkcji ceramiki nad rzeką Mic. O intensywnej wymianie handlowej świadczą liczne i bogate znaleziska skarbów rzymskich monet.
Okres spokoju skończył się dla Zakarpacia w IV wieku n.e. W dobie wędrówki ludów Zakarpacie okazało się bramą dla kolejnych najeźdźców wdzierających się ze stepów nadczarnomorskich do Kotliny Panońskiej. Pierwszym ludem najeźdźczym byli Hunowie. Następnie, w V wieku, przez Zakarpacie przemieszczały się wędrujące ludy germańskie: Gepidzi, Wandalowie, Ostrogoci i Longobardowie. Zakarpacie, jako odległy, peryferyjny okręg, podlegało wpływom kolejno tworzących się nad Dunajem ośrodków państwowych: huńskiego (od końca IV wieku), a następnie gepidzkiego (od 453). Kolejnym takim ośrodkiem był od 567 Kaganat Awarski, który jednak podporządkował sobie Zakarpacie dopiero pod koniec VII wieku.
Tymczasem już od V wieku tereny Zakarpacia zaczęli zasiedlać Słowianie. Pierwsze dotarły tu ludy kultur przeworskiej i preszowskiej. Od VII wieku osiedlały się ludy kultury praskiej. Jak wykazuje toponimia tych terenów, były to ludy Słowian zachodnich bądź południowych. W zbliżonym okresie następujący od północy Biali Chorwaci zasiedlili również górskie partie Zakarpacia, dotychczas niemal bezludne. Na IX wiek datuje się utworzenie przez nich pierwszego organizmu państwowego z ośrodkiem na Zakarpaciu – księstwa z ośrodkiem w Użhorodzie, pozostającego pod wpływami Rusi Kijowskiej, graniczącego z Wielkimi Morawami na zachodzie i z Carstwem Bułgarskim na południu. Z tym małym państwem jest związana legenda o księciu Laborcu.
Pod koniec IX wieku na tereny Zakarpacia zaczęło docierać chrześcijaństwo. Jako pierwsi pojawili się duchowni obrządku słowiańskiego, wykształceni w kręgu świętych Cyryla i Metodego. Ostatecznie jednak Zakarpacie zostało schrystianizowane w obrządku greckim. W tym samym okresie Zakarpacie podlegało kulturalnym i politycznym wpływom formującej się wówczas Rusi Kijowskiej, jednak nigdy nie weszło w jej skład.

### Pod władzą węgierską
Pod koniec IX wieku niespodziewanie pojawił się jednak na Zakarpaciu nowy czynnik, który ukształtował tutejsze stosunki polityczne na ponad tysiąc lat. Czynnikiem tym były plemiona węgierskie i organizacja państwowa stworzona przez nie w centrum Kotliny Panońskiej.
W 896 r. Węgrzy, szlakiem Hunów i Awarów, wtargnęli nad Dunaj właśnie przez Zakarpacie – konkretnie przez Przełęcz Werecką, dolinę Latoricy i dolinę Cisy (na odcinku zwanym dziś Niziną Zakarpacką). W 903 Węgrzy opanowali Użhorod, jednak nie byli jeszcze w stanie skutecznie władać peryferyjnym Zakarpaciem, pozostawili je więc w rękach miejscowych słowiańskich feudałów. Przez pierwsze wieki węgierskiego panowania pograniczne Zakarpacie było uważane nie tyle za część Królestwa Węgier, ile za ziemię niczyją, oddzielającą Węgry od rosnącej w siłę Rusi Kijowskiej. W XI wieku Zakarpacie pod nazwą „Marchia Rusinów” – Marchia Ruthenorum – stało się wasalnym terytorium, którym władał między innymi Emeryk, syn króla Węgier, świętego Stefana.
Władza Węgier nad Zakarpaciem utrwaliła się dopiero z początkiem XIII wieku. Królowie Węgier starali się o rozwój dzikiej, bezludnej prowincji – udzielali miejscowej szlachcie licznych przywilejów lokacyjnych, lokowali miejscowości sami, sprowadzali na te tereny osadników z Niemiec (którzy m.in. zapoczątkowali tu górnictwo i uprawę winorośli). Niezależnie od tego cały czas trwała kolonizacja Zakarpacia przez osadników ruskich z Rusi Halickiej. Administracji królewskiej stopniowo nadano formalne ramy – w 1214 r. powstał komitat Ung z siedzibą w Użhorodzie, w 1262 – komitat Ugocsa z siedzibą w Wielkim Sewluszu (dzisiejszy Wynohradiw), w 1263 – komitat Maramaros z siedzibą w Sygecie Marmaroskim, w 1303 – komitat Bereg z siedzibą w Beregszász (dzisiejsze Berehowe).
Niespodziewanym ciosem dla prowincji, tak samo zresztą, jak dla całych Węgier, był najazd tatarski lat 1240–1241. Tatarzy spustoszyli kraj – wymordowali i uprowadzili w niewolę większość ludności, spalili wiele wsi i miast. Region uległ wyludnieniu. Dopiero w 1254 król Węgier Bela IV Wielki zaleczył te rany, sprowadzając na Zakarpacie osadników z Niemiec i Włoch.
Po wygaśnięciu dynastii Arpadów Węgry przeżyły kryzys dynastyczny. W 1308 r. na Zakarpaciu wybuchł bunt możnowładców przeciwko nowej dynastii Andegawenów. Kandydatem rebeliantów na tron węgierski był książę halicki Jerzy I. Jednak król Karol Robert stłumił powstanie z pomocą włoskiego rodu hrabiowskiego Drugethów, którym następnie nadał włości na Zakarpaciu. Nie przeszkodziło to temu, że już pod koniec XIV wieku zdetronizowany litewski książę Fiodor Koriatowicz władał okolicami Mukaczewa jako wasal węgierski.
W wyniku intensywnego rozwoju pod koniec średniowiecza Zakarpacie liczyło już około 100-115 tysięcy mieszkańców w 531 miejscowościach, w tym w 20 miastach. Najważniejszymi miastami były Użhorod, Mukaczewo, Berehowe, Chust, Sewlusz, Wary, Bilki, Wyszkowo, Tiacziw, Wiłok, Kosyno i Czynadijowo. Rozwijało się rolnictwo, zwłaszcza produkcja wina, zaczynało rozkwitać rzemiosło. Powstawały pierwsze manufaktury, których liczba sięgnęła setki. Wytwarzano saletrę, potas, żelazo, przetwarzano karpackie drewno. Zaczęto wykorzystywać leczniczo wody mineralne. W XVII wieku głównymi przedmiotami eksportu były sól, wino, futra i wyroby z drewna, a importu – wysoko przetworzone towary luksusowe.

### Czasy habsburskie
Kolejny kryzys dynastyczny Węgier na przełomie XIV i XV wieku oznaczał koniec okresu szybkiego rozwoju Zakarpacia. Nadszedł dwustuletni okres niszczących kraj wojen. Już w 1514 r. na terenie Zakarpacia kilkakrotnie toczyły się walki wielkiego powstania chłopskiego Györgya Dózsy. Po upadku Węgier po bitwie pod Mohaczem w 1526 r., Zakarpacie zostało podzielone między Habsburgów (komitat Ung) a książąt siedmiogrodzkich (komitaty Bereg, Ugocsa i Maramaros). Od razu też zaczęły się konflikty między katolickimi Habsburgami a kalwińskimi książętami Siedmiogrodu. W następnym okresie, od 1606 do 1658 r., Siedmiogród wydarł Habsburgom także zachodnią część Zakarpacia wraz ze sporą połacią wschodniej Słowacji. W 1566 karna ekspedycja turecka spustoszyła południową część kraju. Wiek XVII upłynął pod znakiem niszczących kraj wojen habsbursko-tureckich oraz antyhabsburskich powstań lat 1604–1606 (powstanie Bocskaya), 1678–1685 (powstanie Thökölyego) i 1703–1711 (powstanie Rakoczego). Obrazu dopełniały rebelie chłopów i biedoty miejskiej.
Reformacja zapuściła korzenie na Zakarpaciu pod koniec XVI wieku. Wytworzyła się niezwykle skomplikowana sytuacja wyznaniowa: panujący w zachodnich i północnych Węgrzech Habsburgowie wspierali katolicyzm, siedmiogrodzcy książęta – protestantyzm, a większość ludności i tak była wyznania prawosławnego. Czwartym głównym kościołem stała się wkrótce Cerkiew greckokatolicka, powstała w wyniku unii kościelnych: użhorodzkiej w 1646 r., mukaczewskiej w 1664 i marmaroskiej w 1713. Prawosławie wśród ludności Zakarpacia zanikło wówczas niemal zupełnie, panującym wyznaniem stał się grekokatolicyzm.
Okres wojen zakończył się wraz z upadkiem powstania Rakoczego w 1713 roku. Zwycięscy Habsburgowie w 1690 r. na powrót odłączyli Zakarpacie od Siedmiogrodu i włączyli do właściwych Węgier, po czym odebrali Rakoczym ich posiadłości na Zakarpaciu (należące do nich od 1633) i w 1726 r. nadali je austriackim hrabiom Schönborn. Odbudowując kraj po stuleciu wojen, Schönbornowie sprowadzili do kraju kolejną falę kolonistów niemieckich; wtedy również nadeszła fala imigracji Żydów. Nastąpił kolejny etap szybkiego rozwoju. Spis powszechny z 1846 r. wykazał na Zakarpaciu 469 tys. mieszkańców, z czego 235 tys. Rusinów, 120 tys. Węgrów, 65 tys. Rumunów, 25 tys. Żydów, 14 tys. Słowaków i 10 tys. Niemców. Istniało 21 miast i miasteczek. Władze habsburskie zaczęły tworzyć w Królestwie Węgier sieć szkół powszechnych. Na Zakarpaciu nauczano w nich w językach ruskim (w 1874 r. było tu 479 szkół ludowych z tym językiem) i słowackim aż do czasów uchwalenia w Budapeszcie 2 czerwca 1907 tzw. Lex Apponyi, w myśl którego językiem wykładowym we wszystkich szkołach powszechnych stał się język węgierski.
W latach 1848–1849 na Zakarpaciu toczyły się walki węgierskiej Wiosny Ludów. Po stłumieniu powstania w 1849 r. władze austriackie utworzyły z tych ziem tzw. ruski okręg administracyjny, który jednak już w 1850 został zniesiony.
Okres monarchii dualistycznej zaznaczył się na Zakarpaciu industrializacją, rozwojem technicznym i kulturalnym. Pojawiły się: kolej (Użhorod – Czop, 1872), tartak parowy (1869), telegraf (1897), elektryczność (Użhorod, 1902), lokalna gazeta (1861), kopalnia węgla brunatnego (Ilnycia, 1867), teatr (Użhorod, 1907). Mimo tego Zakarpacie zostało dotknięte ogromną emigracją zarobkową – szacuje się, że kraj opuściło od 200 do 400 tysięcy ludzi. Celem wyjazdów były przede wszystkim Stany Zjednoczone, poza tym Urugwaj, Argentyna i Australia.
Zakarpacie było miejscem walk I wojny światowej. W 1914 r. armia rosyjska przeszła przez przełęcze karpackie i zajęła pas na północy kraju aż po Chust, jednak stosunkowo szybko, po zaciętych walkach na przełomie 1914 i 1915 r., została wyparta za Karpaty. W walkach koło Chustu uczestniczyły oddziały Legionów Polskich.

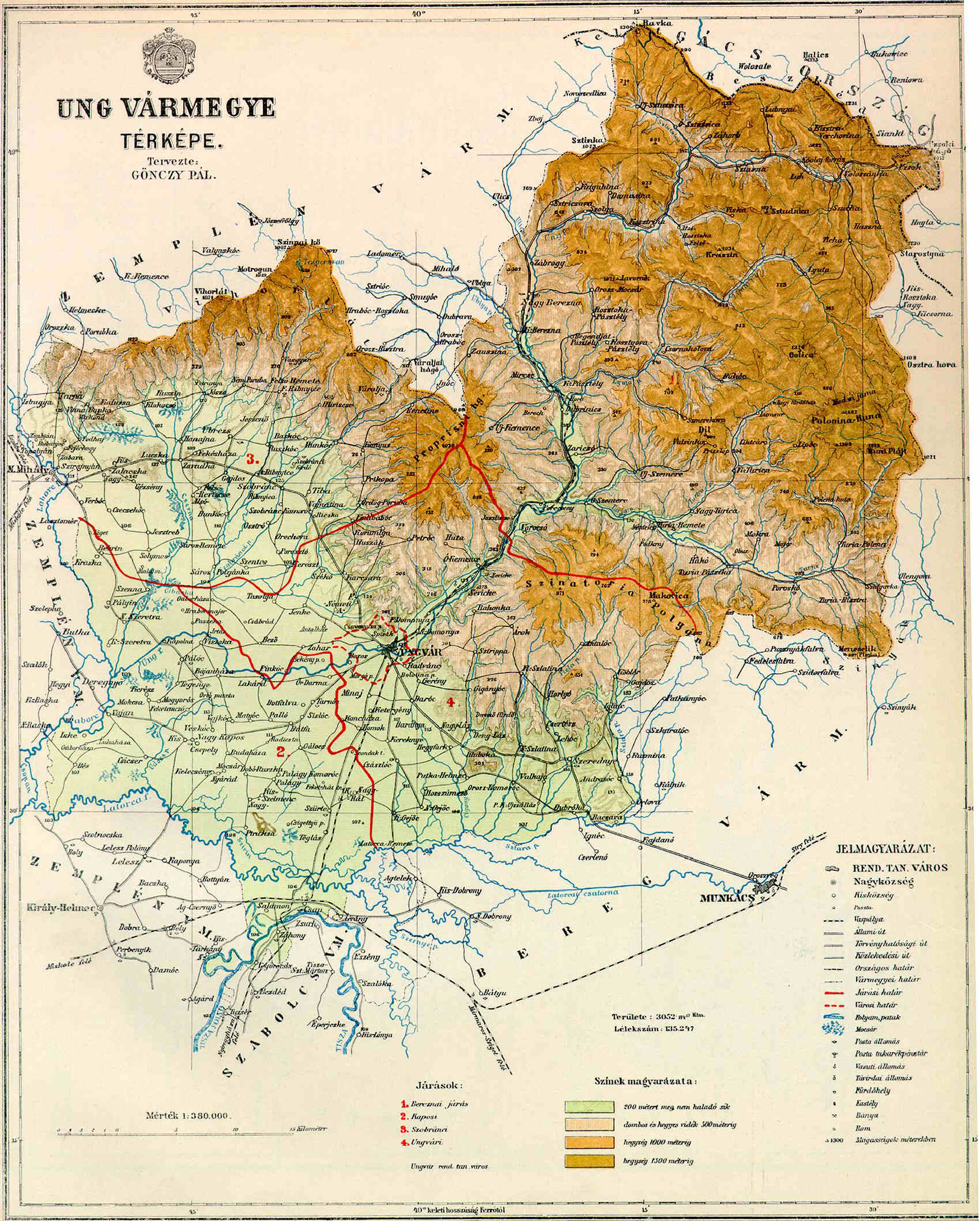
Komitat Ung
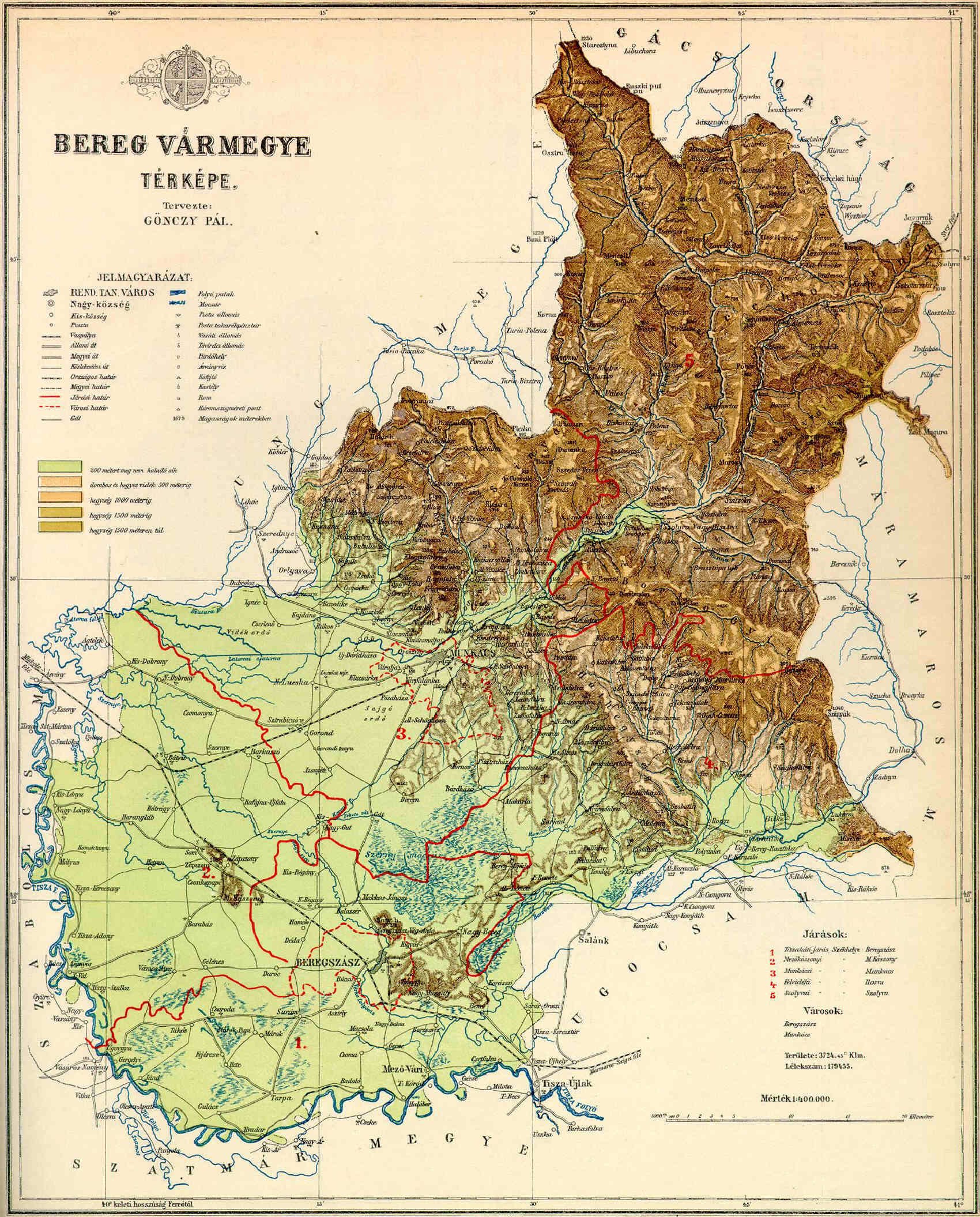
Komitat Bereg
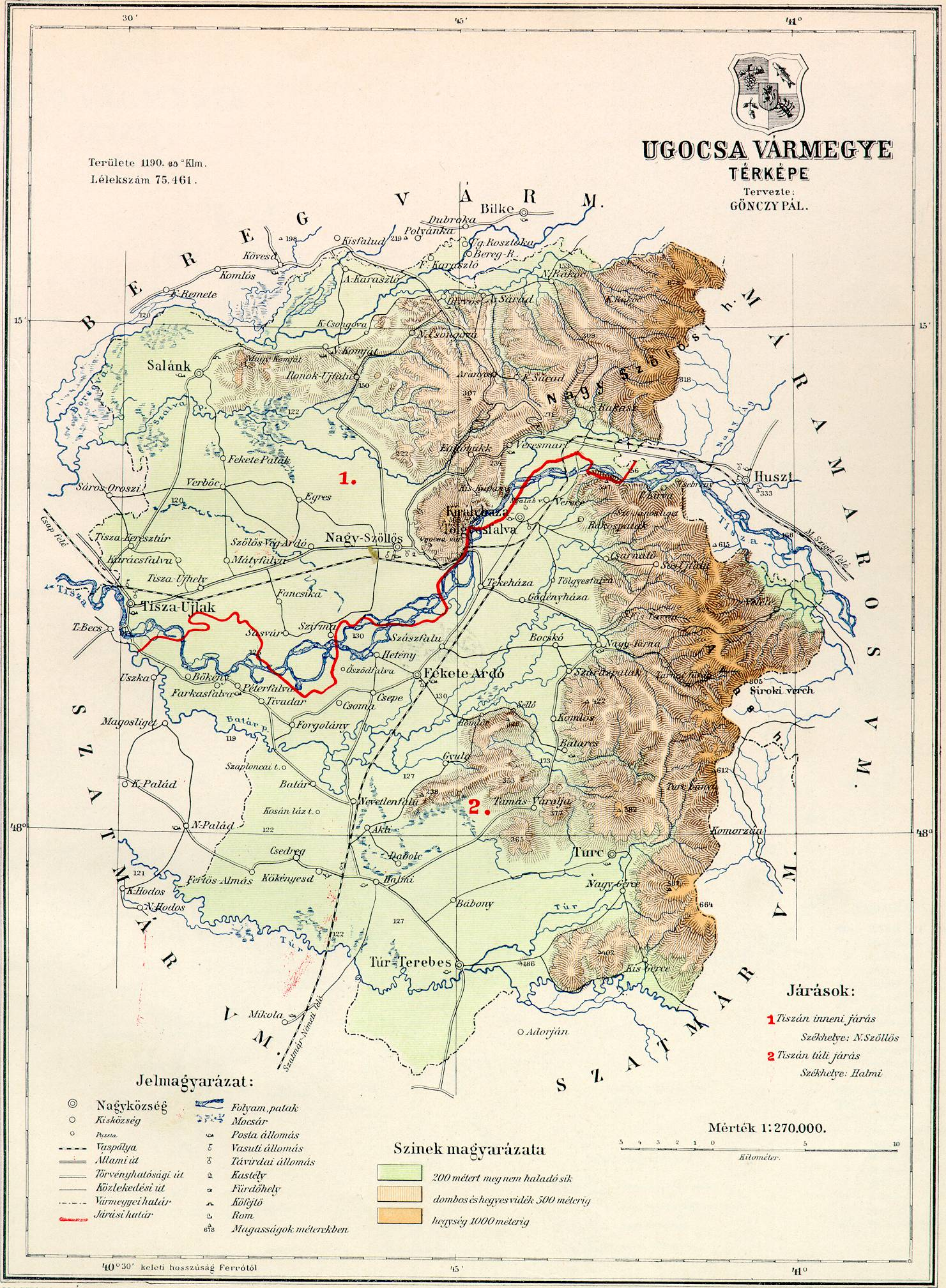
Komitat Ugocsa
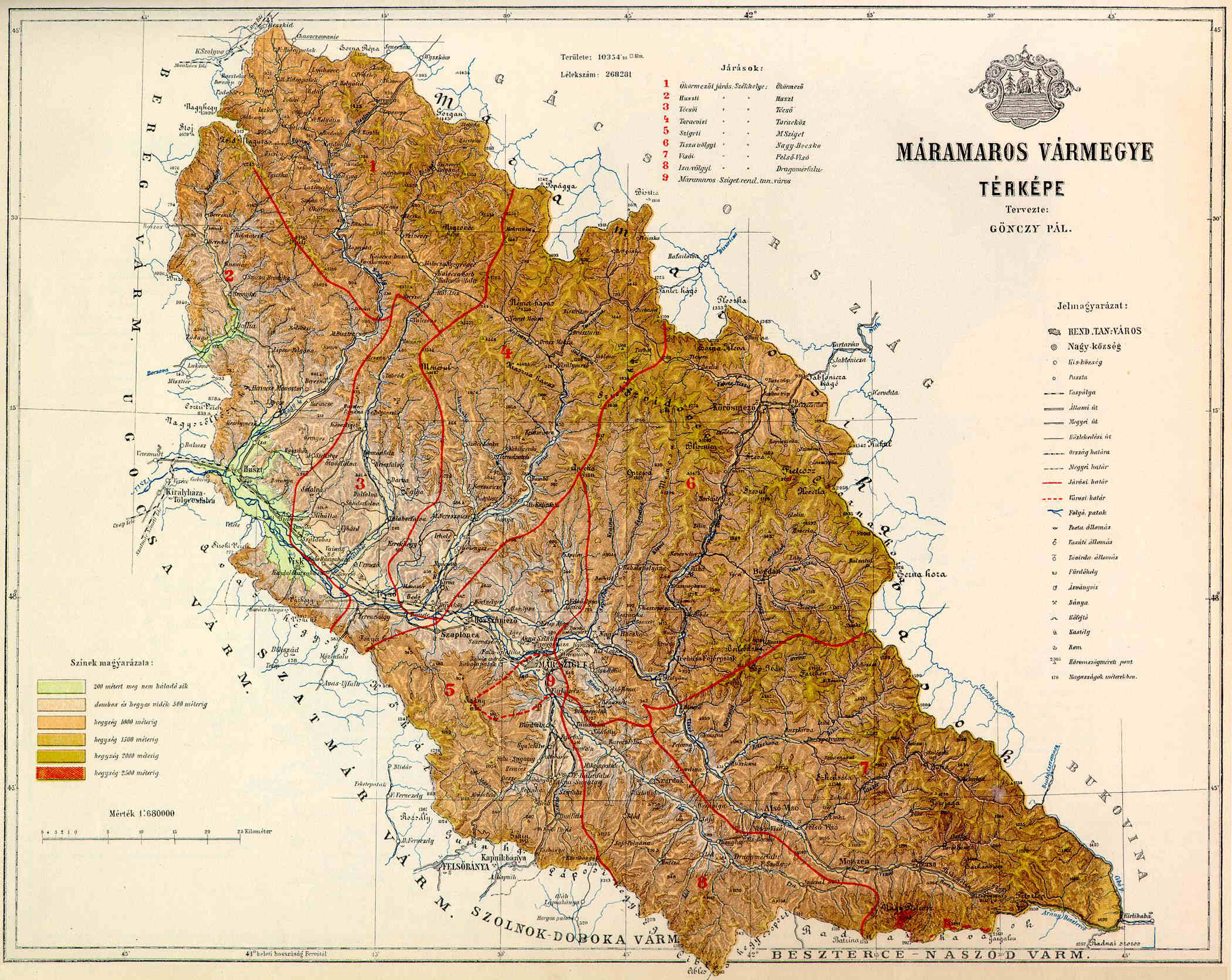
Komitat Máramaros

### Po I wojnie światowej

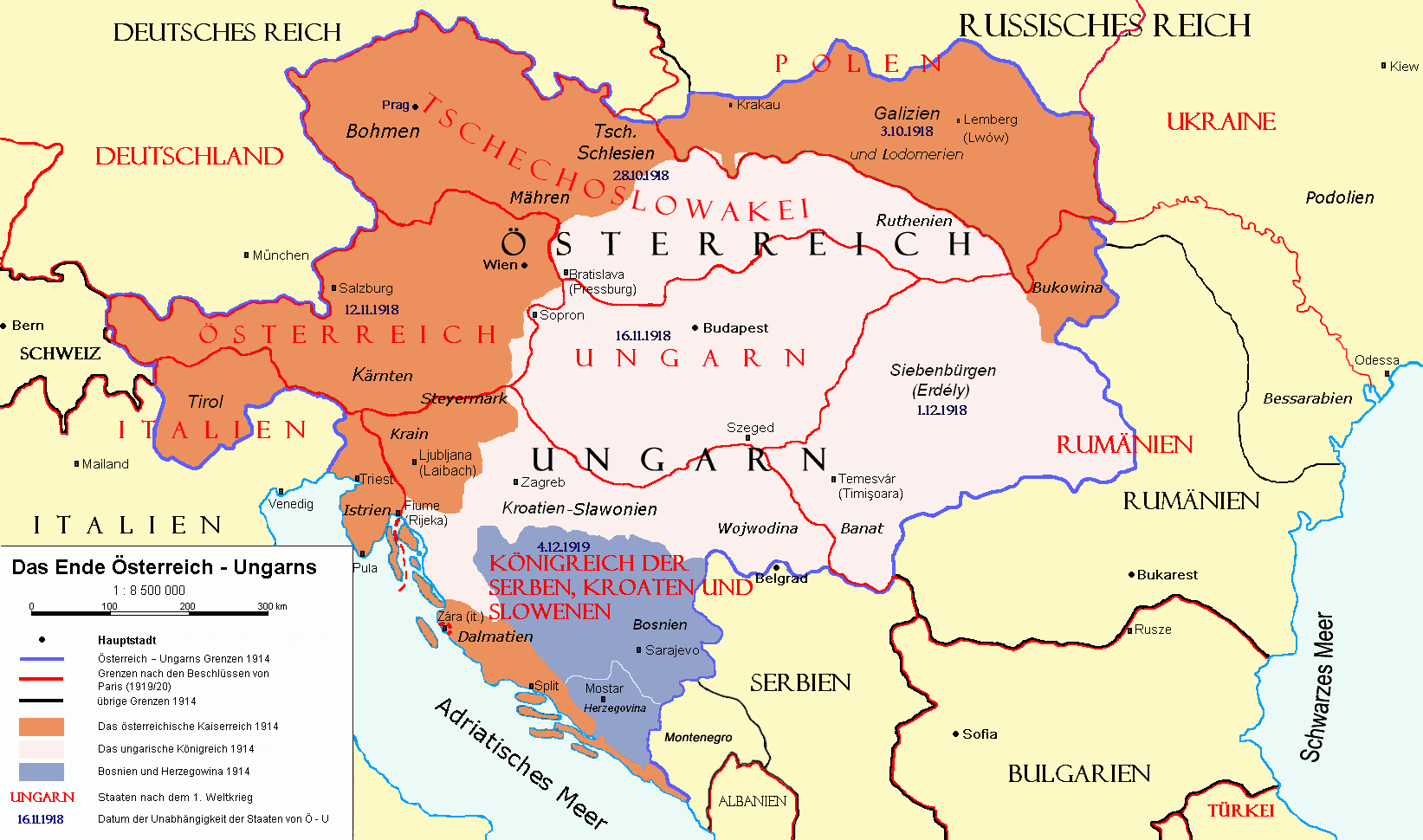
Rozpad Austro-Węgier w 1918 r.

Na dziejach Zakarpacia w początkach XX wieku zaważyło głównie pojawienie się wśród Rusinów zakarpackich świadomości narodowej. Pierwsze jej oznaki datują się już z połowy XIX wieku. W 1843 r. Michał Łuczkaj spisał pierwszą „Historię Rusinów Karpackich”, w 1847 Aleksander Duchnowicz wydał pierwszy rusiński elementarz. W tym czasie stał się również wyraźny etnograficzny podział ludności ruskiej na Łemków, Bojków i Hucułów. Na przełomie XIX i XX wieku wśród rusińskich mieszkańców Zakarpacia ukształtowały się trzy główne postawy samoidentyfikacji narodowościowej: rusińska (autonomiczna), proukraińska, prorosyjska (moskalofilska), którym odpowiadały tendencje polityczne, wyrażane przez poszczególne ugrupowania. Wszystko to działo się w warunkach ostrej madziaryzacji, prowadzonej przez węgierski rząd wobec narodów zamieszkujących Królestwo Węgier.
Wśród rozprzężenia panującego w Austro-Węgrzech pod koniec 1918 węgierska administracja na Zakarpaciu przestała działać. Co prawda rząd Węgier, ogarniętych rewoltą bolszewicką, na początku 1919 przyznał autonomię czterem komitatom zakarpackim, jednak wobec rychłej czechosłowackiej i rumuńskiej okupacji Węgier proklamacja ta nie wpłynęła na rozwój sytuacji. W miastach i wsiach pozostałej części Zakarpacia zaczęły się pojawiać zawiązki lokalnej władzy politycznej w postaci rusińskich rad narodowych. W huculskich Jasiniach i okolicy działacze proukraińscy – Stepan Kłoczurak i rodzina Kłympuszów – utworzyli Republikę Huculską, która przy pomocy wojsk Zachodnioukraińskiej Republiki Ludowej przez pewien czas opierała się wojskom węgierskim i rumuńskim. Poza radą w Jasiniach chęć przyłączenia Zakarpacia do Ukrainy zadeklarowały rady w Chuście (21 stycznia 1919), Swalawie i Sygiecie Marmaroskim. Z kolei rada w Użhorodzie ogłosiła wolę pozostania autonomicznego Zakarpacia w granicach Węgier. Natomiast opcja rusofilska utraciła na znaczeniu po doświadczeniach miejscowej ludności w kontaktach z wojskami rosyjskimi walczącymi na Zakarpaciu.
W połowie 1919 r. Zakarpacie zostało zajęte przez wojska czechosłowackie i rumuńskie, które zlikwidowały rusińskie władze polityczne. Rumunia zajęła wtedy (jak się okazało – już na stałe) południową część Marmaroszu. To skłoniło polityków rusińskich do przyłączenia się do Czechosłowacji. Politycy czescy obiecywali Rusinom autonomię i swobody narodowe.
Wszyscy, łącznie z Rusinami, zdawali sobie sprawę, że utworzenie niepodległego Zakarpacia nie miałoby szans powodzenia, ponieważ państewko takie byłoby zbyt słabe, by oprzeć się węgierskiej irredencie. Pozostawienie Zakarpacia w granicach Węgier nie wchodziło w rachubę ze względów politycznych, przyłączenie do Polski lub Rumunii nie miało żadnego uzasadnienia historycznego ani etnicznego, opcja ukraińska upadła wraz z upadkiem ZURL; oddanie Zakarpacia bolszewickiej Rosji również nie wchodziło w grę. W istocie więc jedynym realnym rozwiązaniem stało się przyłączenie Zakarpacia do Czechosłowacji. Pod naciskiem mocarstw Ententy tak właśnie rozstrzygnął o przyszłości Zakarpacia traktat w Trianon. Takie zresztą były wcześniejsze uzgodnienia między czeskimi i słowackimi a rusińskimi działaczami narodowymi w Ameryce. W grudniu 1918 rząd czeski zgromadził w Preszowie działaczy rusińskich o orientacji moskalofilskiej. 21 grudnia uchwalili oni włączenie Rusi Zakarpackiej do Czechosłowacji.
Organem zarządzającym Rusią Zakarpacką została Dyrektoria, wyznaczona przez rząd czechosłowacki 17 grudnia 1919. Prezesem Dyrektorii został Hryhorij Żatkowycz, a w jej skład wchodzili:
- Jurij Braszczajko – handel
- Augustyn Wołoszyn – szkolnictwo i kultura
- J. Hadżega – sprawy religijne
- J. Puza – sprawy wewnętrzne
- O. O. Toronskyj – finanse

Dyrektoria funkcjonowała do kwietnia 1920.
Zachodnie Zakarpacie znajdowało się już pod władzą czechosłowacką. 30 sierpnia 1920 Rumunia przekazała Czechosłowacji północny Marmarosz. Zamieszkana wyłącznie przez Rumunów część tego komitatu na południe od Cisy została włączona do Rumunii.

### Okres międzywojenny

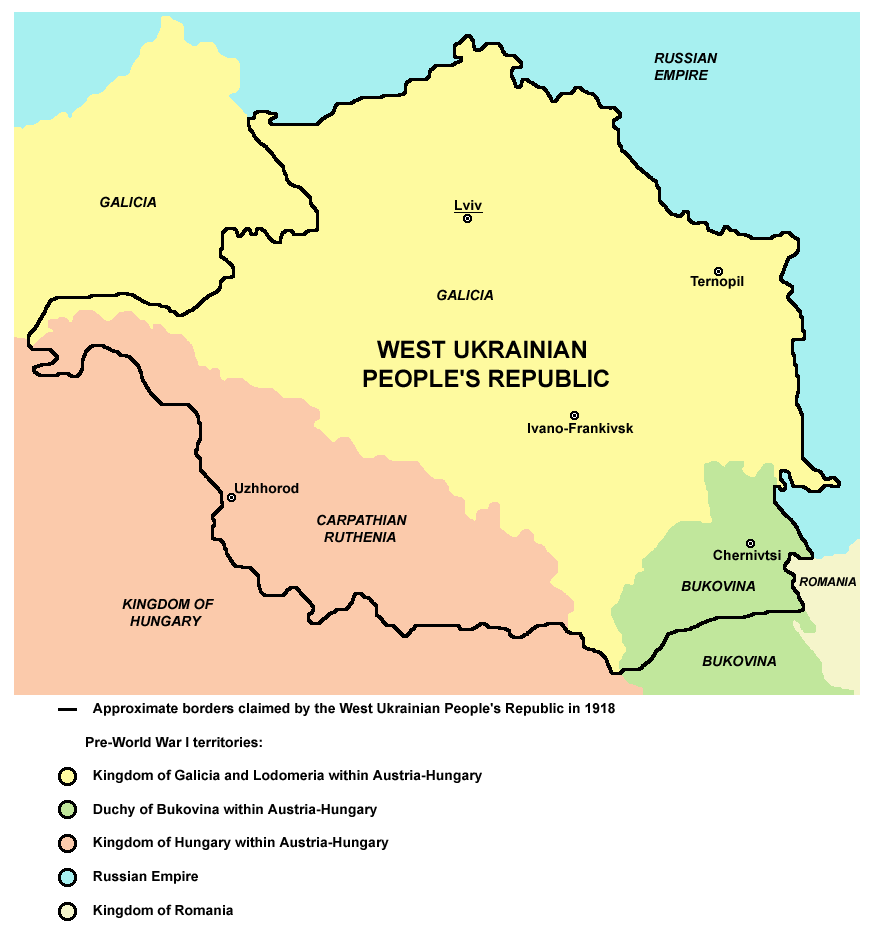
Zachodnioukraińska Republika Ludowa, 1918

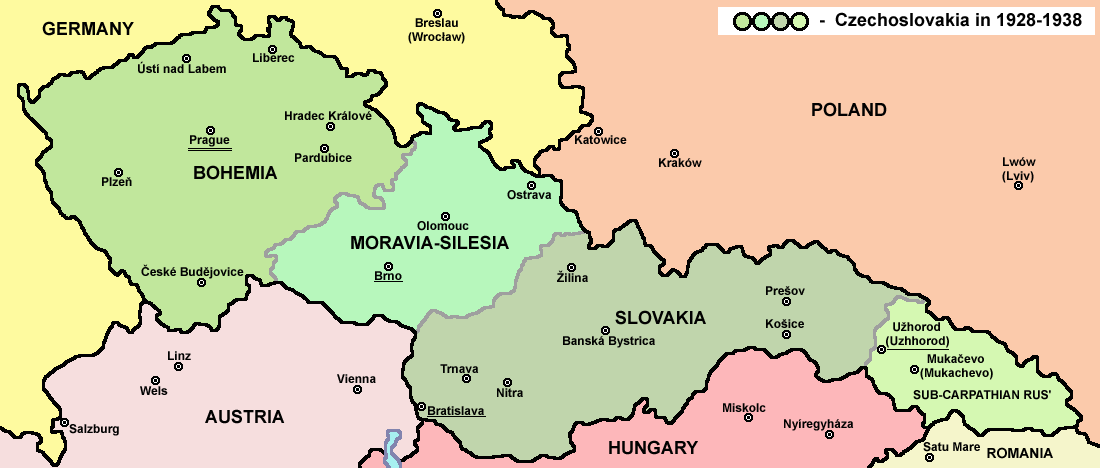
Ruś Podkarpacka w granicach Czechosłowacji

Obiecana autonomia nie została Zakarpaciu udzielona, mimo że przewidywała ją nawet konstytucja Czechosłowacji z 1920. Zakarpacie, najbiedniejsza i najbardziej zacofana prowincja Czechosłowacji, była zarządzana z Pragi, bez żadnych odrębnych organów własnej, autonomicznej władzy. Okres władzy czechosłowackiej był jednak również okresem swobód narodowościowych. Politycy rusińscy, o różnej orientacji, uczestniczyli w życiu politycznym Czechosłowacji. Bez przeszkód rozwijało się szkolnictwo w językach narodów Zakarpacia, w szczególności rusińskie – o ile w 1914 roku znajdowały się na tym obszarze 3 gimnazja i 525 szkół powszechnych, o tyle w 1938 liczby te wynosiły odpowiednio 11 i 851. Rozbudowywano miasta, powoli rozwijał się przemysł. Fatalny wpływ na gospodarkę Zakarpacia miał jednak wielki kryzys gospodarczy 1929 roku, który pogrążył kraj w wieloletniej stagnacji.
Życiu politycznemu międzywojennego Zakarpacia nadali ton miejscowi Rusini, wśród których nadal ścierały się różne wizje przyszłości kraju. Początkowo dominowały opcje rusofilska i rusińska, lojalne wobec Czechosłowacji, choć silne były również tendencje prowęgierskie oraz systematycznie rosnąca w siłę opcja proukraińska.
Zakarpacie zajmowało istotne miejsce w planach wyzwoleńczych, snutych przez emigracyjnych nacjonalistów ukraińskich. Zakarpacie, graniczące z polską Małopolską Wschodnią i z zamieszkaną przez Rusinów, tzw. Preszowszczyzną, cieszące się szerokim zakresem swobód publicznych, było wymarzonym miejscem do odegrania roli ukraińskiego Piemontu, mającego stać się centrum odradzającej się Ukrainy. Początkowo plany te były raczej fantasmagoryczne, ponieważ ukraińscy nacjonaliści musieli zachować lojalność wobec rządu w Pradze, gdzie znajdował się ich ośrodek. Plany te nagle nabrały realności, gdy hitlerowskie Niemcy zaczęły szukać instrumentów destabilizacji ładu wersalskiego w tej części Europy. Na początku lat 30. XX wieku emigranci ukraińscy, głównie z kręgów Organizacji Ukraińskich Nacjonalistów, zaczęli prowadzić systematyczne działania w kierunku ukrainizacji Zakarpacia i uzyskania przez nie autonomii. Stopniowo też uzyskali przewagę w życiu politycznym, społecznym i kulturalnym Zakarpacia.
W miarę słabnięcia międzynarodowej pozycji Czechosłowacji, Zakarpacie stawało się również w coraz większym stopniu przedmiotem polityki otaczających ją państw, a pośrednio również wielkich mocarstw. Rząd w Pradze miał coraz większe trudności z utrzymaniem w ryzach odległej prowincji. Nie ustawała węgierska irredenta, zmierzająca do przyłączenia Zakarpacia z powrotem do Węgier. Obojętna początkowo Polska również z narastającą niechęcią obserwowała umacnianie się na Zakarpaciu niepodległościowców ukraińskich, w tym nacjonalistów, nastawionych rewizjonistycznie do państwa polskiego. Konsekwencją stało się polskie poparcie dla polityki węgierskiej, wyrażające się w dążeniu do osiągnięcia wspólnej granicy na odcinku karpackim.

### Rozpad Czechosłowacji i II wojna światowa
Wydarzenia na Zakarpaciu nabrały tempa jesienią 1938, po zawarciu umowy monachijskiej. 8 października 1938 przedstawiciele wszystkich niepodległościowych stronnictw Zakarpacia ogłosili autonomię tego kraju w ramach Republiki Czesko-Słowackiej. Pod naciskiem Niemiec rząd centralny w Pradze zaakceptował ten fakt. 8 października 1938 stronnictwa niepodległościowe sformowały rząd autonomicznej Rusi Podkarpackiej z Andrzejem Brodijem jako premierem. Pod koniec października 1938 Brodij został aresztowany przez władze czesko-słowackie za działalność niepodległościową. 26 października 1938 kolejnym premierem został przedstawiciel stronnictwa rusińskiego, ksiądz Augustyn Wołoszyn.

Ukraina Karpacka i Karpato-Ukraina 1938–1939

2 listopada 1938 Węgry, działając na podstawie pierwszego arbitrażu wiedeńskiego, zajęły południową część Zakarpacia z dwoma największymi miastami – Użhorodem i Mukaczewem. Aneksja ta okazała się gwoździem do trumny orientacji prowęgierskiej wśród Rusinów i wywołała kolejny wzrost wpływów orientacji ukraińskiej (głównie z Organizacji Ukraińskich Nacjonalistów (OUN)) i rusińskiej (Partii Narodowo-Chrześcijańskiej ks. Wołoszyna), działających w koalicji. Rząd Wołoszyna przeniósł się do powiatowego miasteczka Chust. Wkrótce premier Wołoszyn podzielił władzę w kraju między OUN, oddając jej kierownictwo sił zbrojnych, a narodowców rusińskich, oddając im zarząd spraw wewnętrznych. Rząd Wołoszyna podpisał umowy handlowe z Niemcami, zajmował się rozwojem kraju (zwłaszcza poprzez rozwój spółdzielczości rolnej) i oświaty rusińskiej, a przede wszystkim 9 listopada 1938 utworzył karpackie siły zbrojne – Sicz Karpacką, która wkrótce rozwinęła się w niewielką, ale sprawną formację wojskową. 22 listopada 1938 Zgromadzenie Narodowe Republiki Czesko-Słowackiej uchwaliło nową konstytucję, przyznającą Zakarpaciu autonomię. Nazwa autonomicznego kraju brzmiała (od 30 grudnia 1938) Ukraina Karpacka.
Nowo powstały twór państwowy był jednak niestabilny wewnętrznie i pozbawiony sprzymierzeńców na arenie międzynarodowej. Do destabilizacji aktywnie przyczyniały się Węgry i Polska, wysyłające na Zakarpacie grupy sabotażowe. Na granicy rusko-węgierskiej trwała niemal nieprzerwana wymiana ognia.
Dalsze losy Zakarpacia zostały rozstrzygnięte przez politykę wielkich mocarstw. Nieustanna irredenta węgierska skłoniła w końcu hitlerowskie Niemcy do zgody na przyłączenie przez Węgry całego Zakarpacia. Odpowiednie porozumienie podpisano 11 marca 1939. Po ogłoszeniu niepodległości przez Słowację 14 marca 1939, również Zakarpacie, w nocy z 14 marca na 15 marca, ogłosiło niepodległość, zaś 15 marca 1939 sejm Ukrainy Karpackiej uchwalił konstytucję nowego państwa – Karpato-Ukrainy. Nie została ona jednak uznana przez żadne inne państwo.
Już 13 marca 1939 zaczęły się walki Siczy Karpackiej z wiernymi Republice oddziałami czechosłowackimi, stacjonującymi na Rusi. 14 marca na Ruś wtargnęły oddziały węgierskie. Walki były zajadłe, ale trwały krótko. Do 18 marca 1939 powstający organizm państwowy Karpato-Ukrainy został całkowicie zlikwidowany. Walki partyzanckie toczyły się do końca kwietnia 1939. Ustawą z 23 czerwca 1939 parlament węgierski przyłączył Zakarpacie do Węgier. 7 lipca 1939 na Zakarpaciu wprowadzono węgierską administrację cywilną, odtwarzając system komitatów sprzed I wojny światowej.
Po objęciu administracji przez władze węgierskie nad obszarem Zakarpacia tłumiły one przejawy autonomii rusińskiej, także w sferze kulturalnej, nastała doba madziaryzacji przypominającej tę z końca XIX wieku.
W 1944 r. Niemcy wywieźli do obozów zagłady i wymordowali niemal całą ludność żydowską Zakarpacia.
Jesienią 1944 r., w toku strategicznej ofensywy wschodniokarpackiej, na Zakarpacie wkroczyły wojska 4 Frontu Ukraińskiego pod dowództwem generała Pietrowa. Kraj został przez nie zajęty względnie szybko, w październiku 1944. Zacieklejsze walki toczyły się jedynie w okolicach Użhorodu. W styczniu 1945 Zakarpacie stało się bazą do kolejnej ofensywy – zachodniokarpackiej, w wyniku której Armia Czerwona zajęła środkową Słowację i południową Polskę.

### Czasy radzieckie
Mimo że w traktacie z 8 maja 1944 ZSRR zagwarantował emigracyjnemu rządowi czechosłowackiemu przekazanie pod jego władzę zajętych ziem przedwojennej Czechosłowacji, to jednak nie dopełnił tego obowiązku w stosunku do Zakarpacia. Wojska sowieckie uniemożliwiły delegacji czechosłowackiej, która 30 października 1944 przyjechała do Chustu, proklamowanie mobilizacji i wyborów. Zaraz po wyzwoleniu w całym kraju zaczęły „spontanicznie” powstawać rady ludowe, żądające zjednoczenia z sowiecką Ukrainą. Zjazd zakarpackich komunistów w Mukaczewie 19 listopada 1944 przyjął manifest, domagający się włączenia Zakarpacia do ZSRR, podtrzymany następnie przez kongres rad narodowych 26 listopada 1944. Stało się jasne, że Stalin przygotowuje aneksję Zakarpacia. Po bezskutecznych protestach rząd Benesza pod wpływem czeskich i słowackich komunistów przystał na aneksję, osiągnąwszy tylko to, że jej formalne przeprowadzenie odroczono na czas po zakończeniu wojny w Europie. Ostatecznie traktatem podpisanym w Moskwie 29 czerwca 1945 rząd czechosłowacki scedował Zakarpacie na rzecz ZSRR. Przy okazji Zakarpacie powiększono o pas ziem na zachodnim brzegu Użu oraz teren między Użhorodem a Czopem, należące wcześniej do Słowacji. W tym kształcie 22 stycznia 1946 Zakarpacie zostało włączone w skład Ukraińskiej Socjalistycznej Republiki Radzieckiej jako obwód zakarpacki.
Zaraz po zajęciu kraju przez Armię Czerwoną władze sowieckie przystąpiły do czystki etnicznej wśród zakarpackich Węgrów. W jej trakcie kilkadziesiąt tysięcy z nich wywieziono na Syberię.

Powiaty obwodu zakarpackiego (2006)

Okres władzy sowieckiej na Zakarpaciu odznaczył się podobnymi cechami i miał podobny przebieg, jak w innych regionach włączonych do ZSRR. Nastąpiła kolektywizacja rolnictwa i przemysłu, a następnie gwałtowna industrializacja kraju, kosztem dotkliwych nieraz zniszczeń środowiska naturalnego. Jedną z ciekawszych inwestycji przemysłowych okresu sowieckiego jest terebelsko-ricka elektrownia wodna z 1956, z tunelem doprowadzającym wodę z Terebli do Riki. Zakarpacie zyskało na znaczeniu jako korytarz komunikacyjny łączący ZSRR z Bałkanami, o czym świadczyły budowa dróg kołowych i modernizacja kolei. Na szczytach ukraińskich Karpat wzniesiono wojskowe instalacje radiolokacyjne. Pod względem kulturalnym rusyfikacja na Zakarpaciu poczyniła większe postępy, niż w pozostałej części Ukrainy, ze względu na słabiej ugruntowaną miejscową świadomość narodową. Już 18 października 1945 otwarto w Użhorodzie państwowy Uniwersytet Zakarpacki.

### W niepodległej Ukrainie
Po powstaniu niepodległej Ukrainy w 1991 r. wzrósł zakres swobód obywatelskich. Nie ma już przeszkód w praktykowaniu religii ani w używaniu języków ojczystych. Licznie pojawiły się lokalne organizacje mniejszości narodowych, szczególnie Węgrów. Rośnie ruch turystyczny, w szczególności powodzeniem wśród turystów cieszą się dzikie ostępy Wschodnich Karpat. W wydarzeniach ostatnich lat negatywnie zaznaczyły się wielkie powodzie w 1998, 1999 i 2001 roku.
25 października 2008 II Europejski Kongres Rusinów zaapelował do władz w Kijowie o przyznanie Zakarpaciu autonomii. W przeciwnym wypadku zapowiedziano proklamowanie 1 grudnia niepodległości Zakarpacia. Zapowiedzi nie zostały zrealizowane, a wyznaczonego dnia nie było żadnych widocznych ruchów wolnościowych, zaś same władze Ukrainy postanowiły zignorować wystąpienie Kongresu.
W 2012 roku w mieście Berehowe dopuszczono używanie języka węgierskiego jako regionalnego, co oznacza, że zyskał on na tym obszarze status języka urzędowego. 13 maja 2014 premier Węgier Viktor Orbán stwierdził w parlamencie, że Węgrzy zakarpaccy powinni uzyskać szeroką autonomię. Węgrzy starają się o przyznanie podwójnego obywatelstwa oraz posiadanie swoich przedstawicieli w Radzie Najwyższej. Natomiast 2 sierpnia 2018 Orban powołał pełnomocnika ds. Zakarpacia wywołując gwałtowny sprzeciw strony ukraińskiej, która nazwała powołanie pełnomocnika działaniem destrukcyjnym i prowokacyjnym ze strony Węgier.
20 lutego 2014 roku, w związku z rewolucją na Ukrainie, region zakarpacki, jako pierwszy spośród regionów Ukrainy, wypowiedział posłuszeństwo władzy prezydenta Wiktora Janukowycza.